# سنت مارگارتز هوپ
سنت مارگارتز هوپ (به انگلیسی: St Margaret's Hope) یک روستا در بریتانیا است که در اورکنی واقع شده‌است. سنت مارگارتز هوپ ۵۵۰ نفر جمعیت دارد.